# 梅田駅 (Osaka Metro)
梅田駅（うめだえき）は、大阪府大阪市北区角田町（梅田地区）にある、大阪市高速電気軌道 (Osaka Metro) 御堂筋線の駅。駅番号はM16。
ビジネス・商業の一大拠点である梅田地区の駅の一つである。JR大阪駅と阪急大阪梅田駅の間を通る御堂筋の直下に位置しており、ホワイティうめだなどの地下街と接続している。戦前の1933年に、日本初の公営地下鉄である大阪市営地下鉄（現Osaka Metro）御堂筋線（仮）梅田駅 - 心斎橋駅開業時に設置された。
2024年の特定日における当駅の1日の利用者数は約42万人（西梅田駅・東梅田駅の利用者数は含まない）で、これは単一路線の地下鉄駅としては世界で最も利用者数が多い。

## 当駅からの接続路線
いずれの駅も当駅から徒歩での連絡が可能である。
- 大阪市高速電気軌道 (Osaka Metro)
  - 東梅田駅 (T20)-  谷町線
  - 西梅田駅 (Y11) -  四つ橋線
- 阪神電気鉄道
  - 大阪梅田駅 (HS 01) - 本線
- 阪急電鉄
  - 大阪梅田駅 (HK-01) -  神戸本線、 宝塚本線、  京都本線（戸籍上の起点は十三駅）
- 西日本旅客鉄道（JR西日本）
  - 大阪駅 -  大阪環状線  (JR-O11) 、 JR京都線・JR神戸線 (JR-A47) 、 JR宝塚線 (JR-G47) 、 おおさか東線 (JR-F01)
  - 北新地駅  (JR-H44)  -  JR東西線

谷町線東梅田駅、四つ橋線西梅田駅とは同一駅扱いであり、以下のような乗り継ぎ制度がある。
- 乗車券は西梅田駅、東梅田駅とも相互に使用できる。梅田駅から乗車する場合に西梅田駅で切符を購入したときのように、乗車する駅以外で普通乗車券を購入した場合も他の2駅の自動改札機を通過することが可能である。定期券はいずれの方向に乗車しても区間外となる場合を含めて3駅とも入出場することができる。
- 乗り換えが30分以内ならば乗り継ぎ乗車料金で乗車可能である。30分を越えると適用外となり、改めて初乗り乗車料金からの計算となる。
- 梅田駅までの運賃と同一の普通乗車券で乗り継ぎをする場合は、淀屋橋寄りの改札口にある緑色の自動改札機に限り通過することができる。それ以外の機械を通過する場合はあらかじめ精算機で『乗継乗車券』に引き換えなければならない。また、梅田駅までの乗車料金よりも少ない普通乗車券の場合は精算機で梅田駅までの乗車料金を一旦精算することで『乗継乗車券』に引き換えなければならない。ただし、この乗継乗車券は最終降車駅では差額精算することができる。
- 阪急との連絡乗車券（天神橋筋六丁目駅経由指定）を利用する場合は、大阪梅田駅⇔梅田駅での乗り継ぎはできない。

## 歴史
1933年（昭和8年）、曽根崎警察署前付近に仮駅で開業、1935年（昭和10年）に現在の位置に本駅が完成した。
開業当初は1両での運行であったが、将来の輸送量増加を見込み、ホームの有効長は189 m、幅は9.1 mの島式ホームが建設された。これは、開業当初の車両の大きさで10両編成（現在の18 m車で換算すると8・9両分に相当する）に対応できる有効長であった。
しかし、戦後はそのような巨大なホームをもってしても急激な輸送人員の増加に対応できず、ラッシュ時には改札制限が常態化するなど、当駅は終日激しい混雑に見舞われるようになった。そこで、混雑の解消と乗降人員の増加に対応するため、1988年（昭和63年）から改良工事に着手した。太平洋戦争前から2号線（谷町線）用に準備されていたものの同線建設時の落盤事故などで東梅田駅側へのルート変更に伴い放置されていたトンネルを転用して、幅12 mのなかもず方面行き新ホームが造られることになり、1989年（平成元年）に完成した。従来のなかもず方面の線路を移設の上、その跡のスペースをホームに組み込んで1本の島式ホームにした結果、ホームの幅は9.1mから並列した2本のトンネルをまたぐ形の24.5 mまで拡幅された。1番線ホームと2番線ホームの間に壁があり、数か所の短いトンネル状の通路を設けた形なのはこのためである。改良工事は1991年（平成3年）に完成し、コンコースも拡幅された。
箕面萱野方面行きのホームに立つと旧なかもず方面行きの位置が現在でもわかる構造になっており、箕面萱野方面行き列車の梅田到着直前に右側の窓を眺めると僅かながら蛍光灯に照らされた旧なかもず方面行きの線路跡を確認することができる。

### 年表
- 1933年（昭和8年）5月20日：仮駅が開業[1]。
- 1935年（昭和10年）10月6日：本駅が開業[1]。仮駅を廃止。
- 1936年（昭和11年）2月10日：駅構内の建設現場で大規模な陥没事故が発生。地上の大阪駅東口駅舎や駅前派出所など地下鉄周辺の建物にも被害が及んだ。死者2人[6]。
- 1964年（昭和39年）9月24日：1号線（御堂筋線）が新大阪駅まで延伸、途中駅となる。
- 1966年（昭和41年）9月1日：北口（現：北改札）が設置され、使用開始[7]。
- 1980年（昭和55年）10月：自動改札機導入。
- 1988年（昭和63年）3月：改造工事に着手。
- 1989年（平成元年）11月5日：なかもず方面行き新ホーム供用開始[1]。ホーム幅が9.1 mから24.5 m（なかもず方面：12.0 m・江坂方面：12.5 m）に拡幅し、有効長がなかもず方面は197 m、江坂方面は201 mに延長[1]。
- 1991年（平成3年）3月：改造工事が完成。
- 2003年（平成15年）：第4回近畿の駅百選に選定。
- 2008年（平成20年）：「心斎橋駅舎他、御堂筋線の地下駅群」の一部として土木学会選奨土木遺産に選ばれる[8]。
- 2012年（平成24年）2月22日：午前9時頃、F階段下倉庫内で火災が発生。午前10時40分頃まで御堂筋線全線で運転を見合わせる。その後運転を再開したが、当駅構内は一時閉鎖され、閉鎖が解除されるまで御堂筋線の全列車が当駅を通過した。乗客は全員無事であったが、駅員ら17人が煙を吸引し軽症を負った[9]。
- 2013年（平成25年）3月23日：ダイヤ改正により、当駅始発・終着の運用が全て消滅。
- 2014年（平成26年）4月4日：駅ナカ商業施設「ekimo梅田」開業[10]。
- 2015年（平成27年）10月6日：2番線南側のアーチ天井の大改修が完了[11]。各調光設備をLED照明に変更し、さらにホーム中央部にはデジタルサイネージが4か所12面設置された。
- 2018年（平成30年）4月1日：大阪市交通局の民営化により、所属事業者・管轄が大阪市高速電気軌道 (Osaka Metro) に変更。
- 2019年（令和元年）11月30日：2番線南側に設置されたLEDモニター「Umeda Metro Vision」が「地下におけるLEDスクリーン最大ディスプレー」としてギネス世界記録に登録[12]。翌12月1日から放映を開始[12]。
- 2021年（令和3年）3月27日：可動式ホーム柵の使用を開始[13]。

## 駅構造
島式ホーム1面2線を有する地下駅である。ホームの幅は、1番線が12m、2番線が12.5mであり、Osaka Metroの駅では最大の24.5mが確保されている。1番線と2番線の間は壁で仕切られているが、壁に開いた出入口によって往来が可能である。改札口はホーム中津寄りの「北改札」、ホーム中程付近の「中改札」、ホーム淀屋橋寄りの「南改札」がある。中改札と南改札の間には、駅ナカ商業施設であるekimo梅田があり、14の店舗が並んでいる。

### のりば
| 番線 | 路線     | 行先                                 |
| ---- | -------- | ------------------------------------ |
| 1    | 御堂筋線 | なんば・天王寺・あびこ・なかもず方面 |
| 2    | 御堂筋線 | 新大阪・江坂・箕面萱野方面           |

- 駅の中津方には上下線をつなぐ片渡り線が設置されている。異常時において、通常はなかもず方面の列車が出発する1番線から、逆方向の箕面萱野方面の列車を運転する場合もある。

### Umeda Metro Vision
2番線南側のアーチ天井部に横40 m × 縦4 mのLEDモニター「Umeda Metro Vision」（ウメダメトロビジョン）が設置されている。
駅リニューアル工事の一環として2019年夏に着工、同年11月に完成し、試験放映を経て同年12月1日から本格稼働した。コンセプトは「大阪から世界へ」、総工費は約3億円である。また、Osaka Metroは「地下におけるLEDスクリーン最大ディスプレー」としてギネス世界記録に申請し、同年11月30日に登録された。

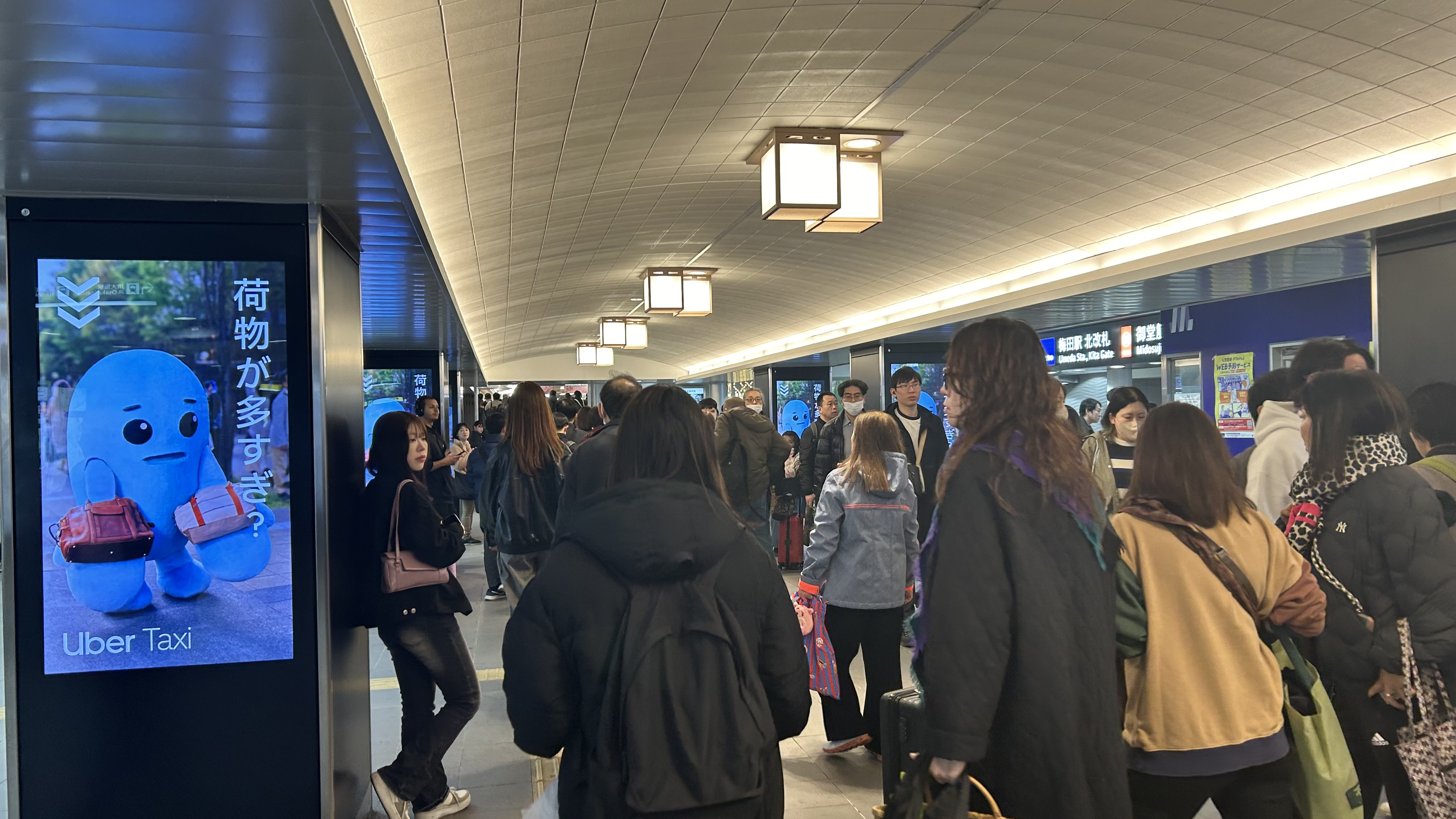
北改札コンコース
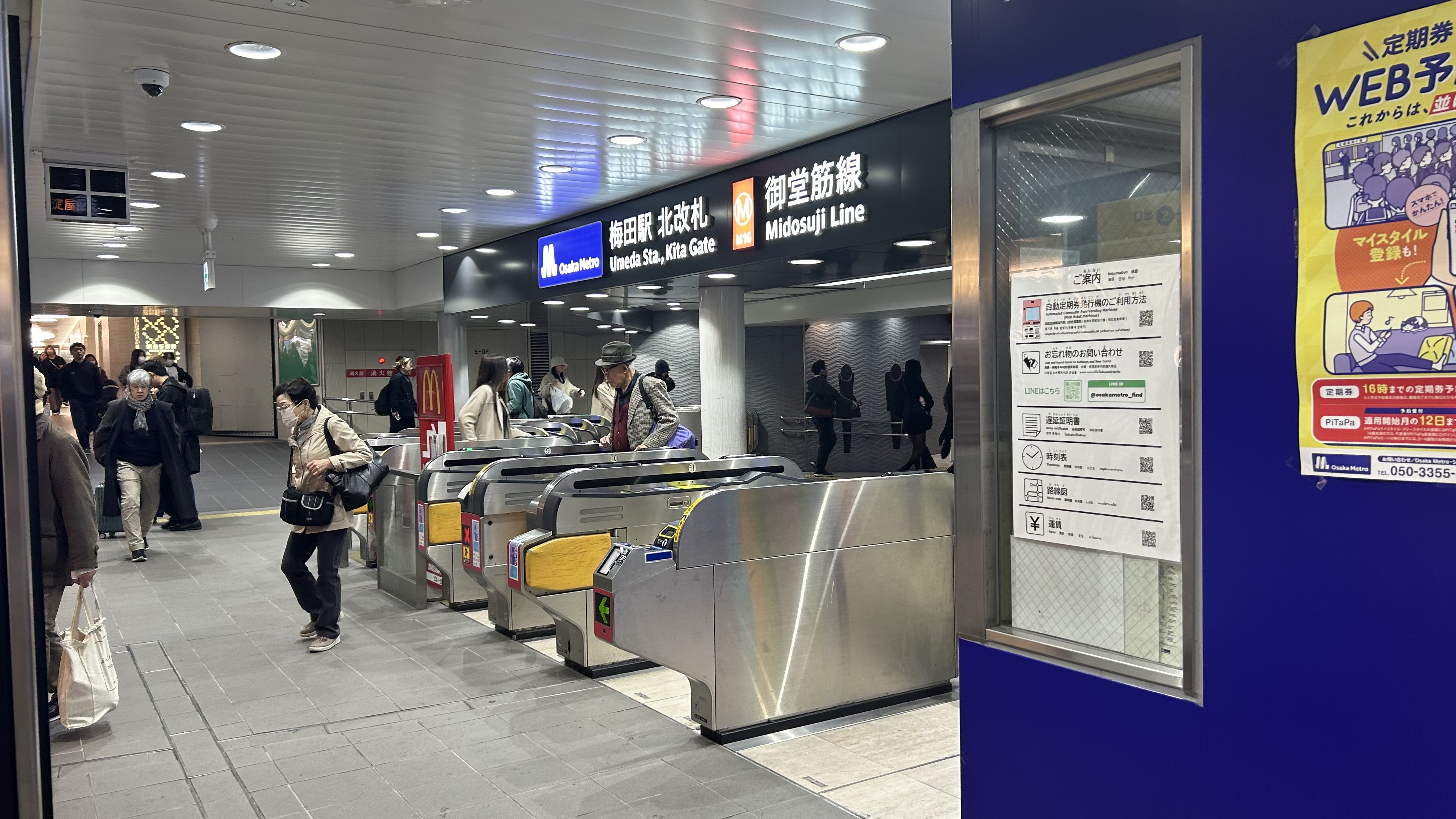
北改札
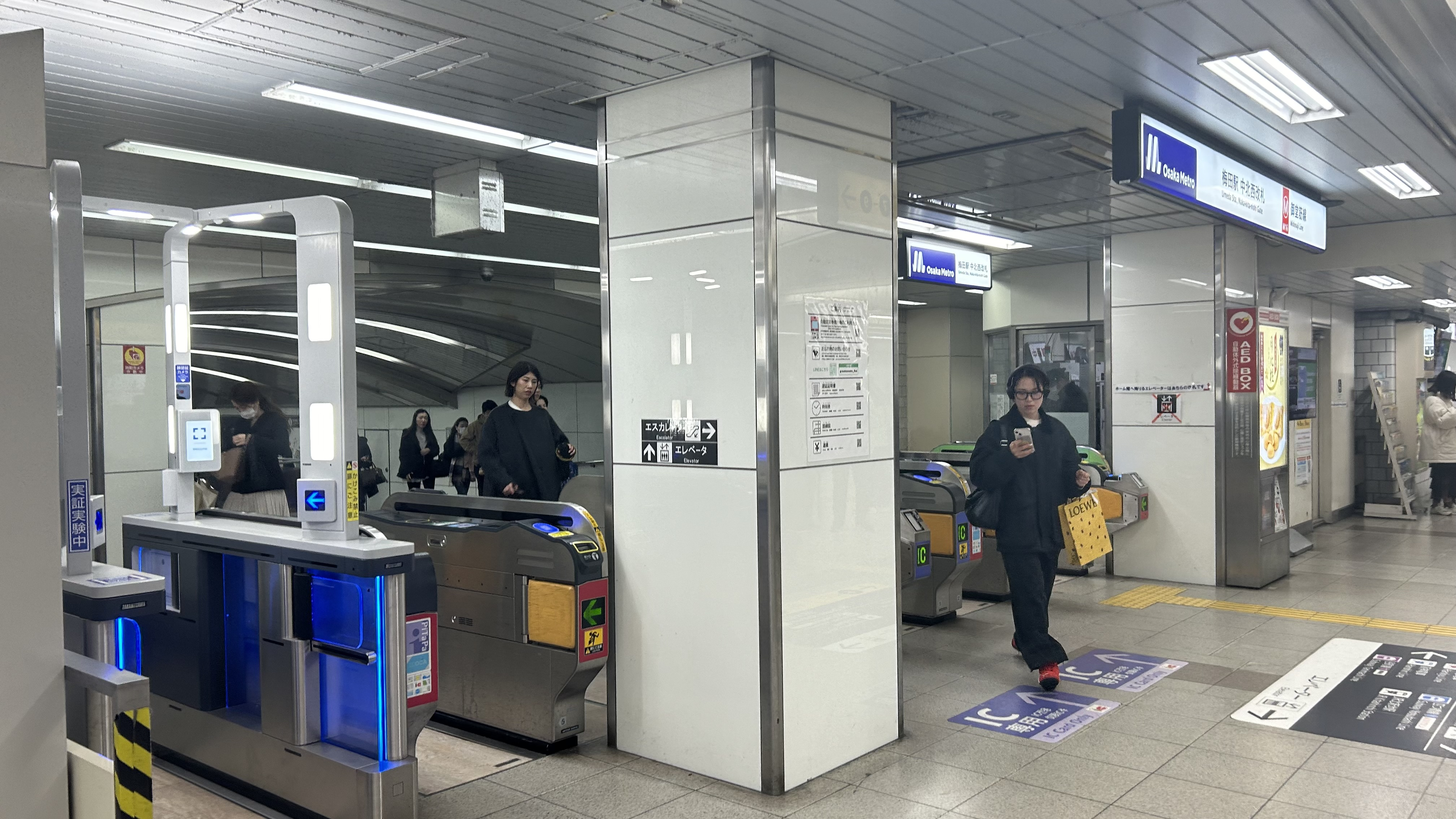
中北西改札
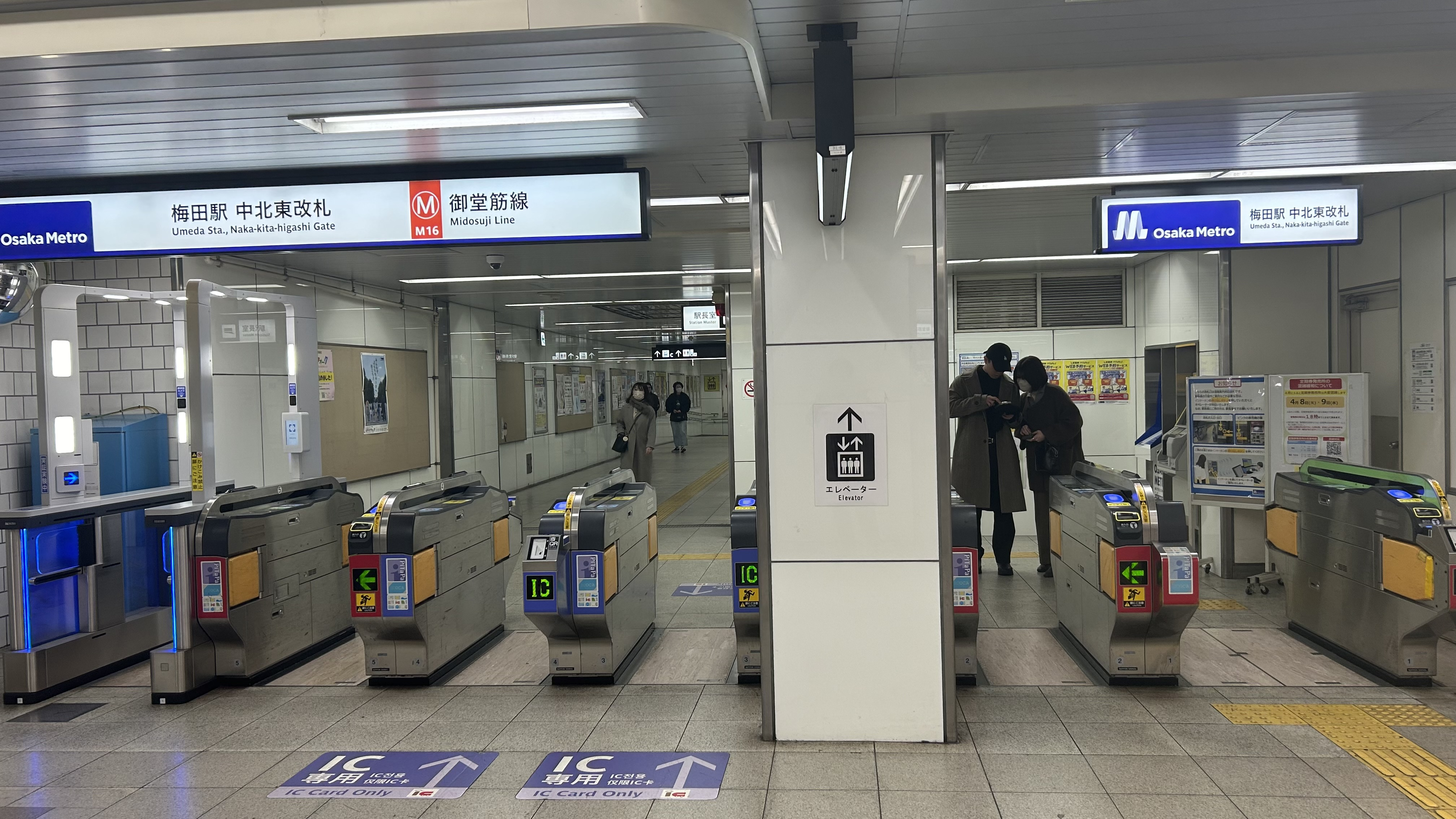
中北東改札
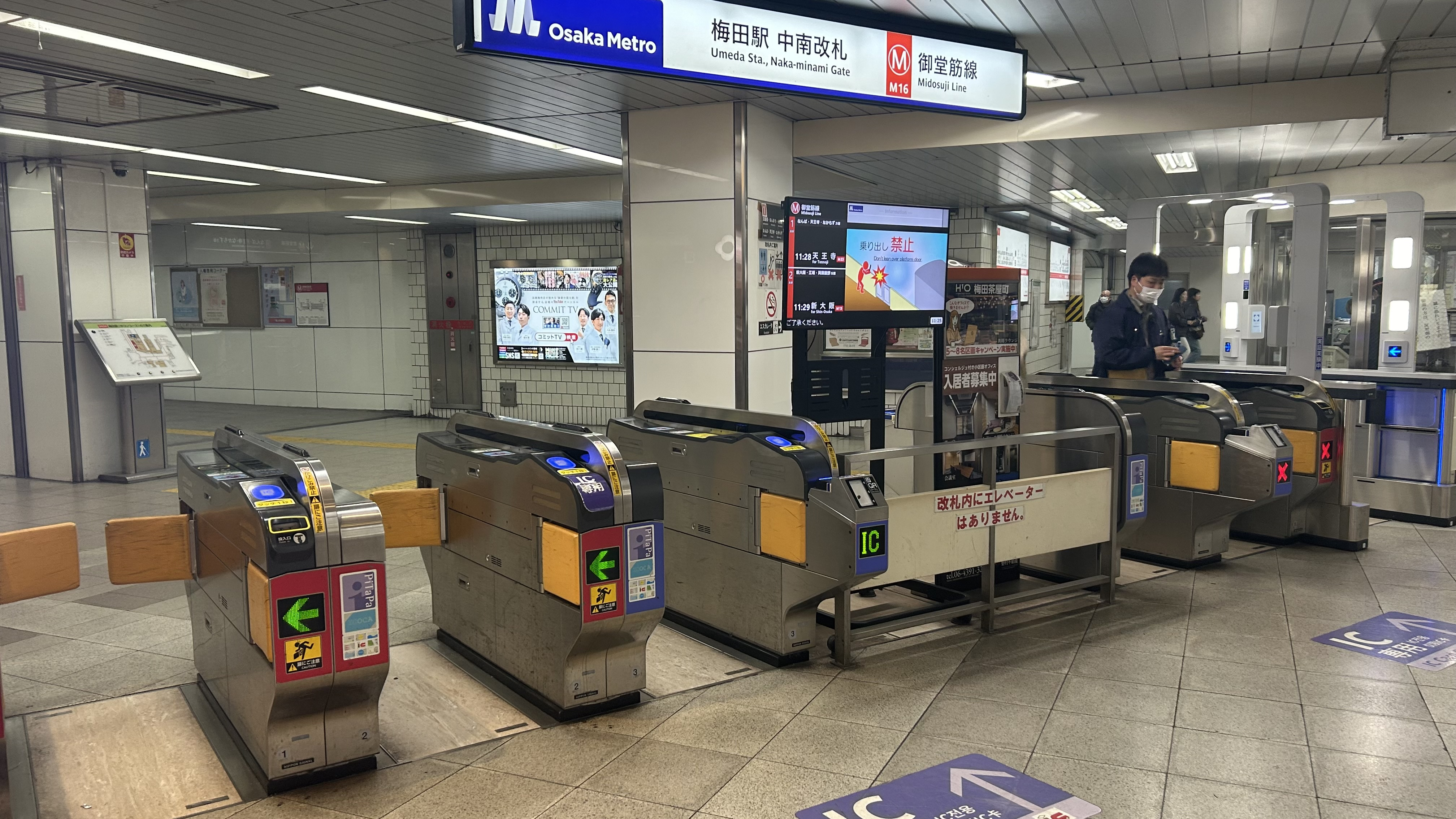
中南改札
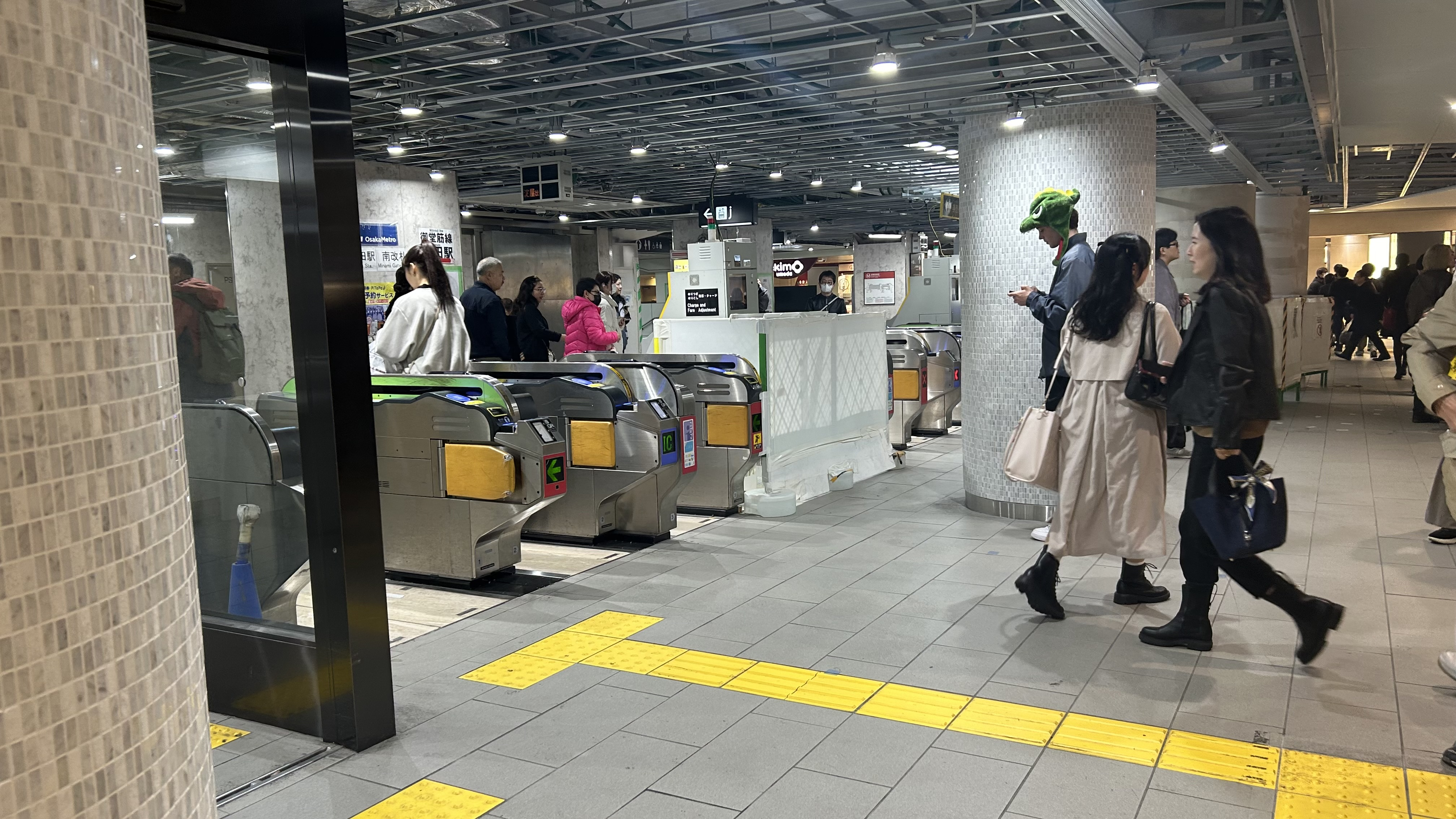
南改札
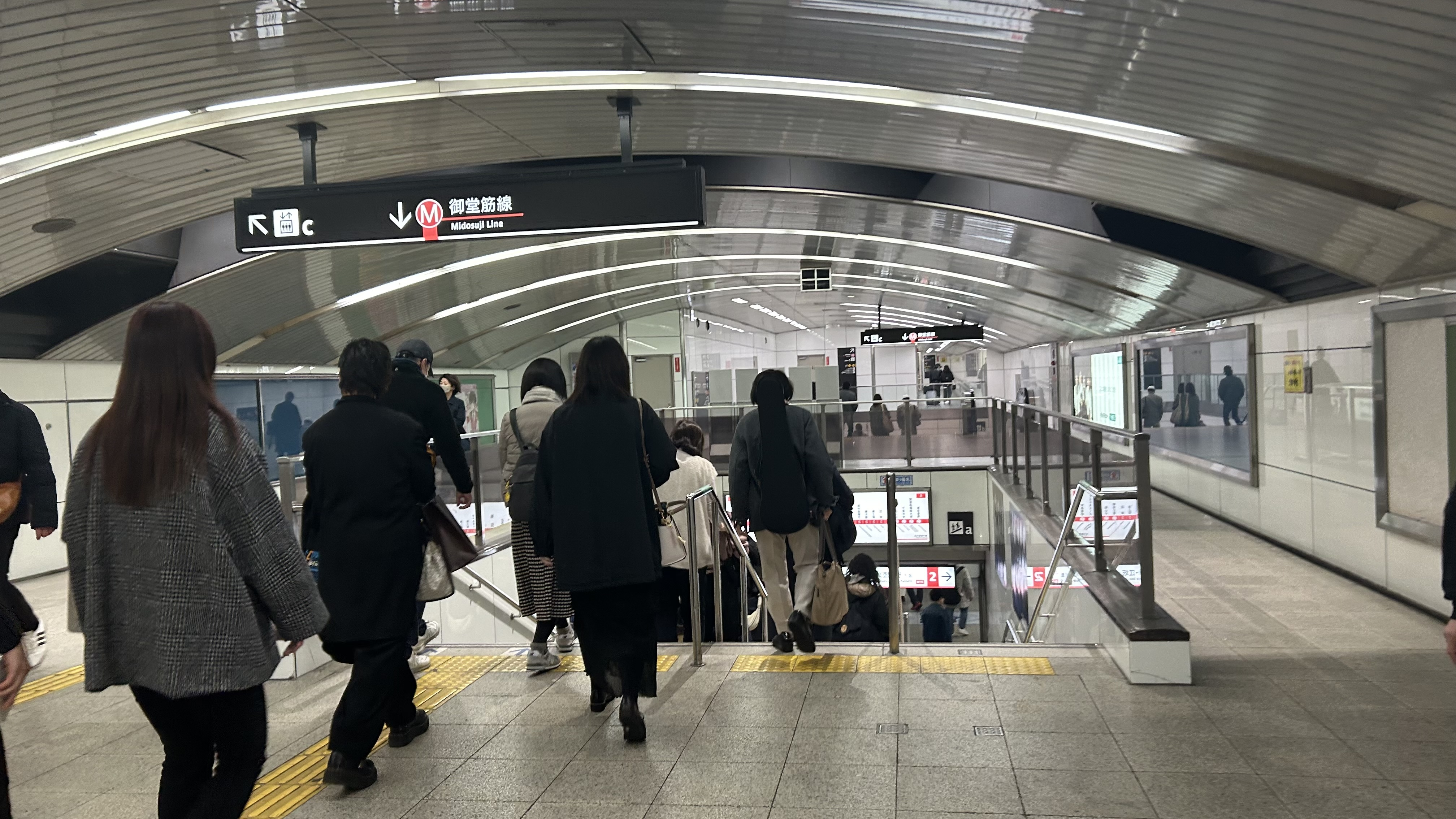
改札内コンコース
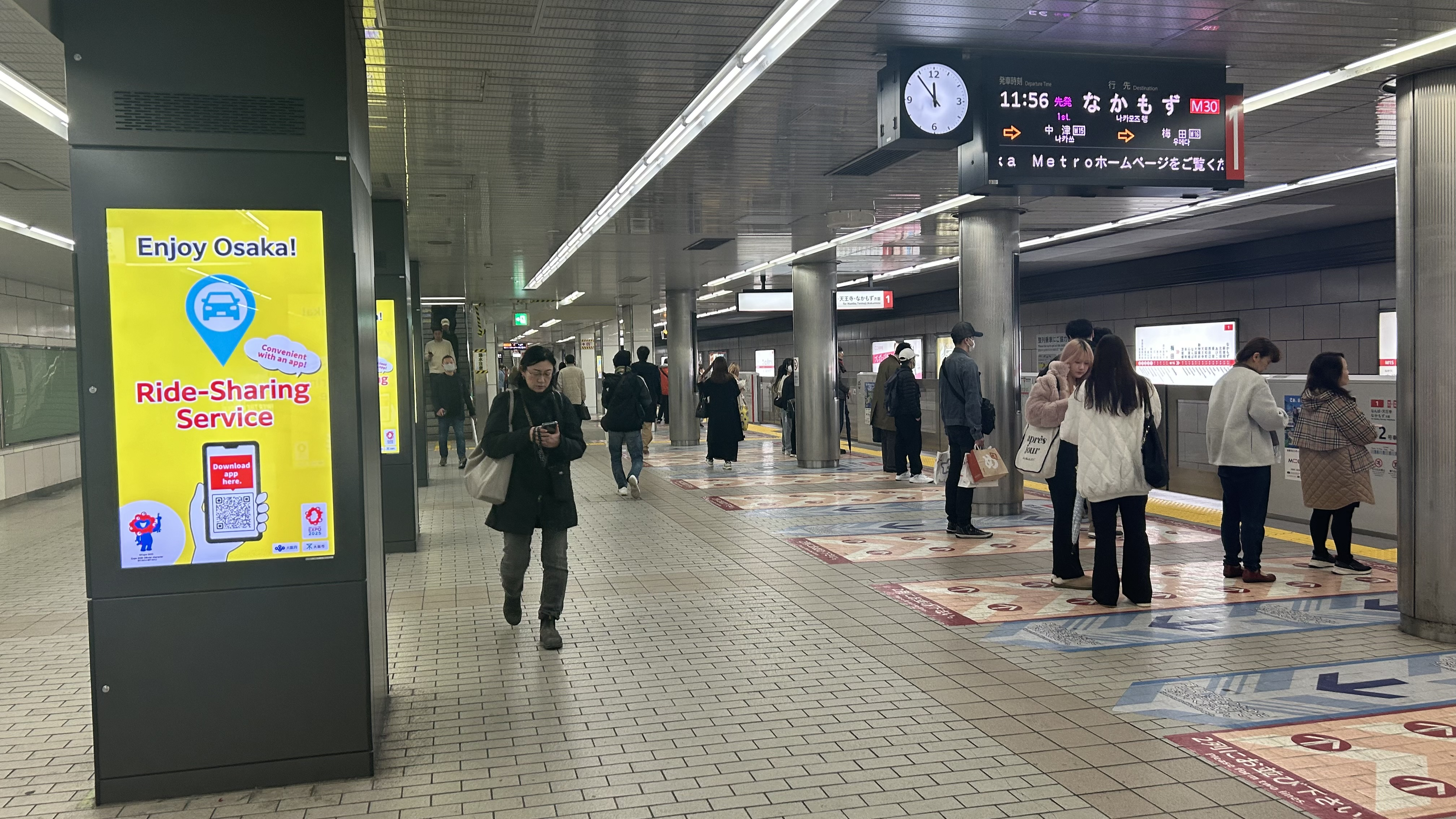
なかもず方面ホーム
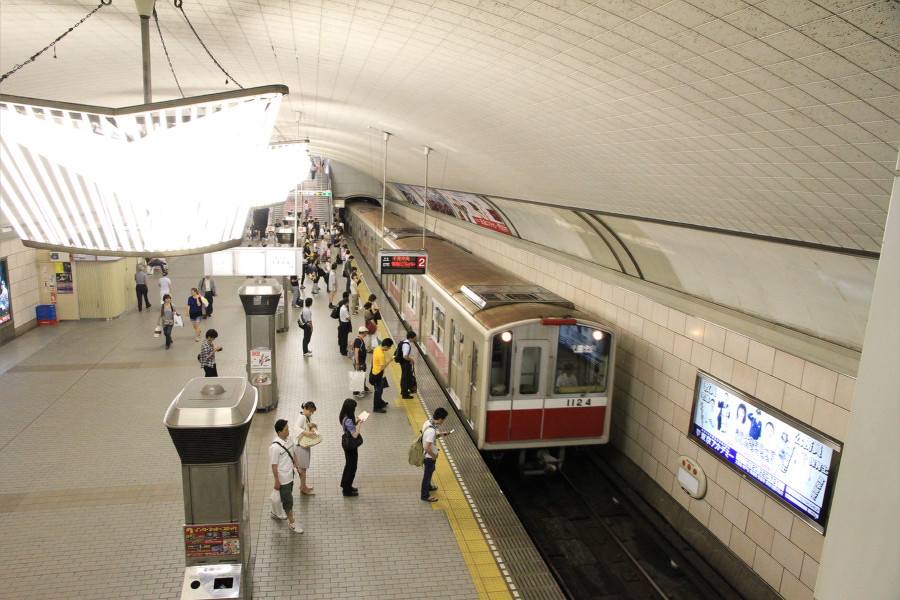
新大阪・箕面萱野方面ホーム（改修前）
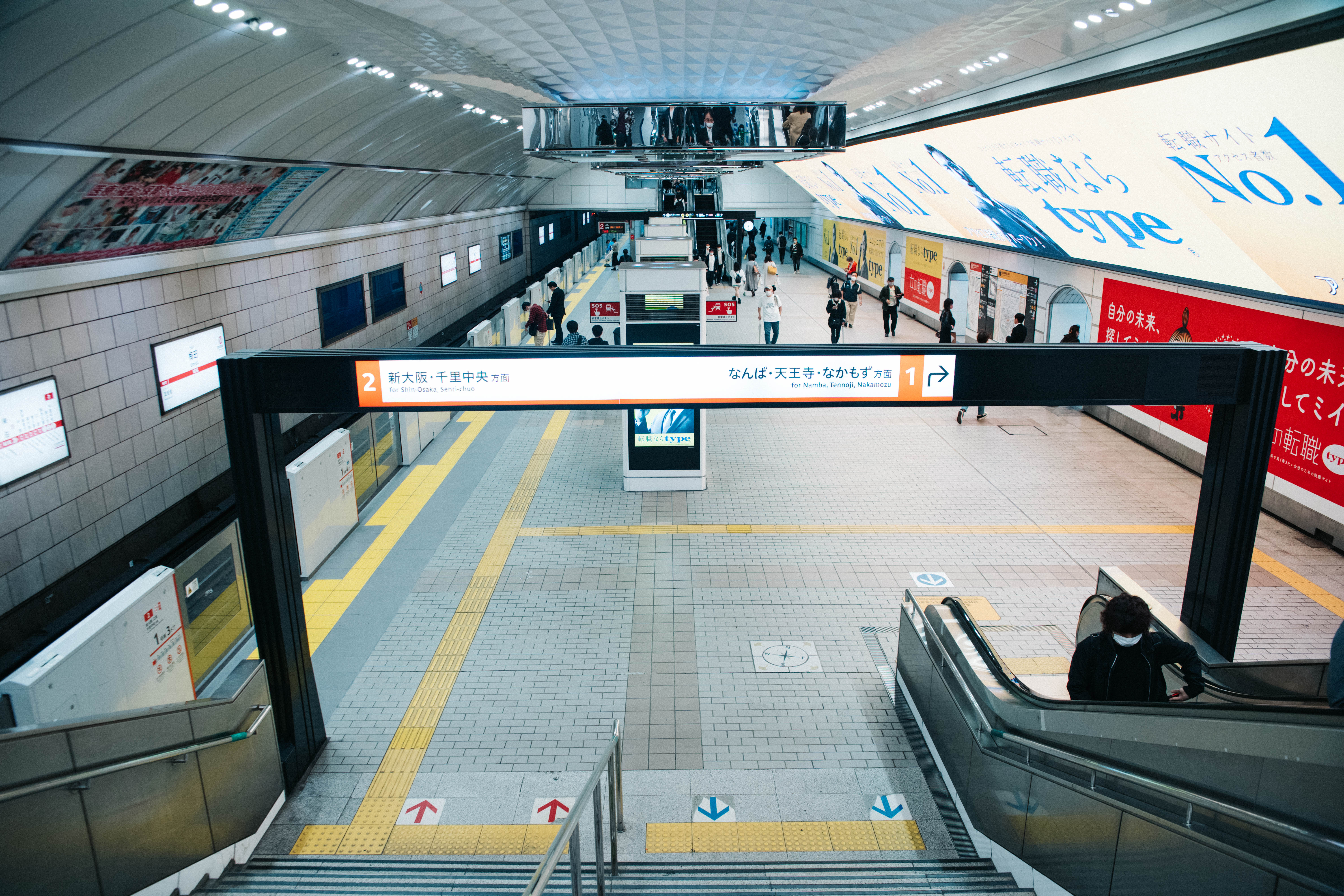
新大阪・箕面萱野方面ホーム（改修後）
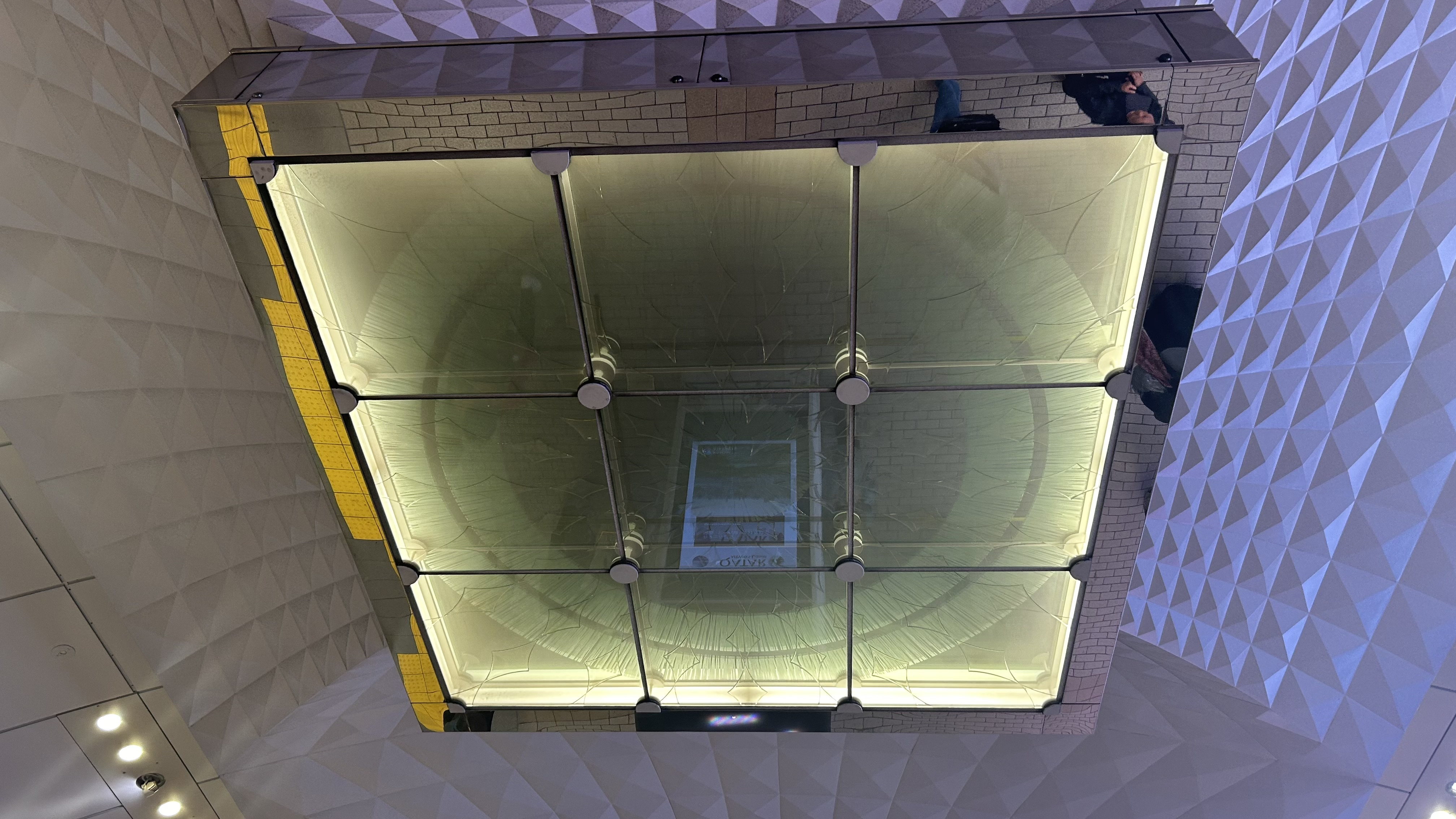
新大阪・箕面萱野方面ホーム照明
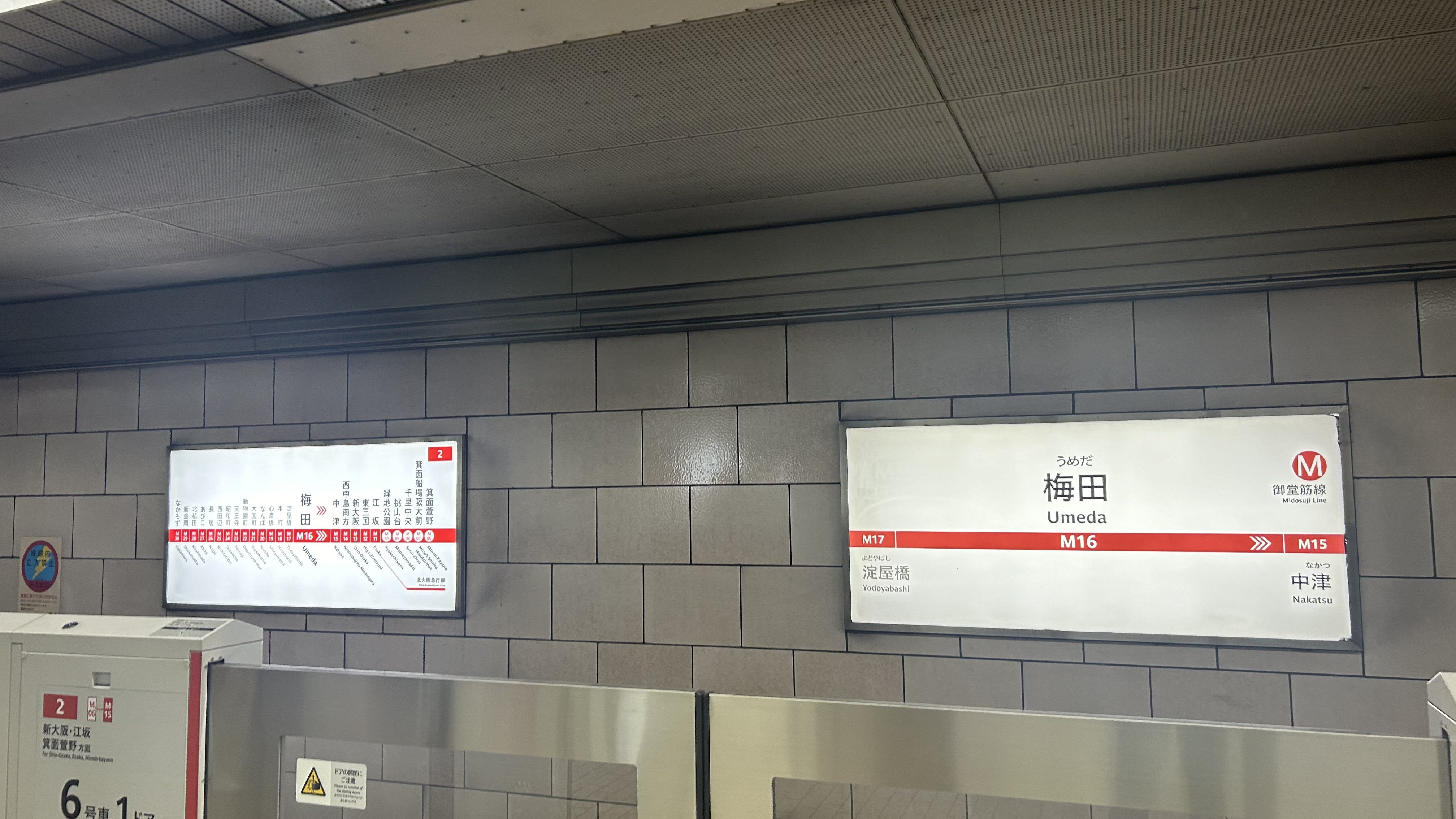
駅名標

### トイレ
トイレは北・中南・南改札内にある。

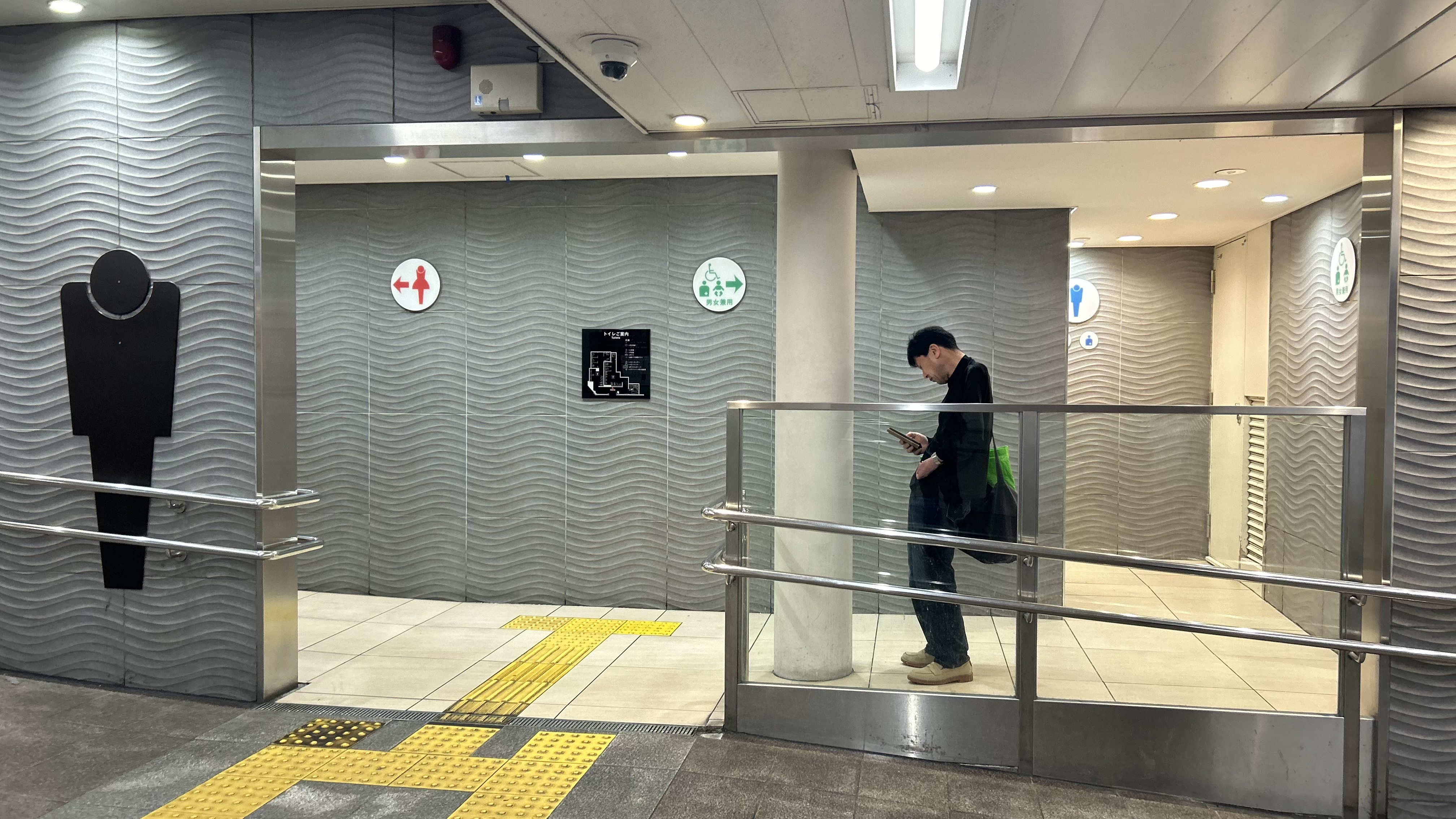
北改札内トイレ
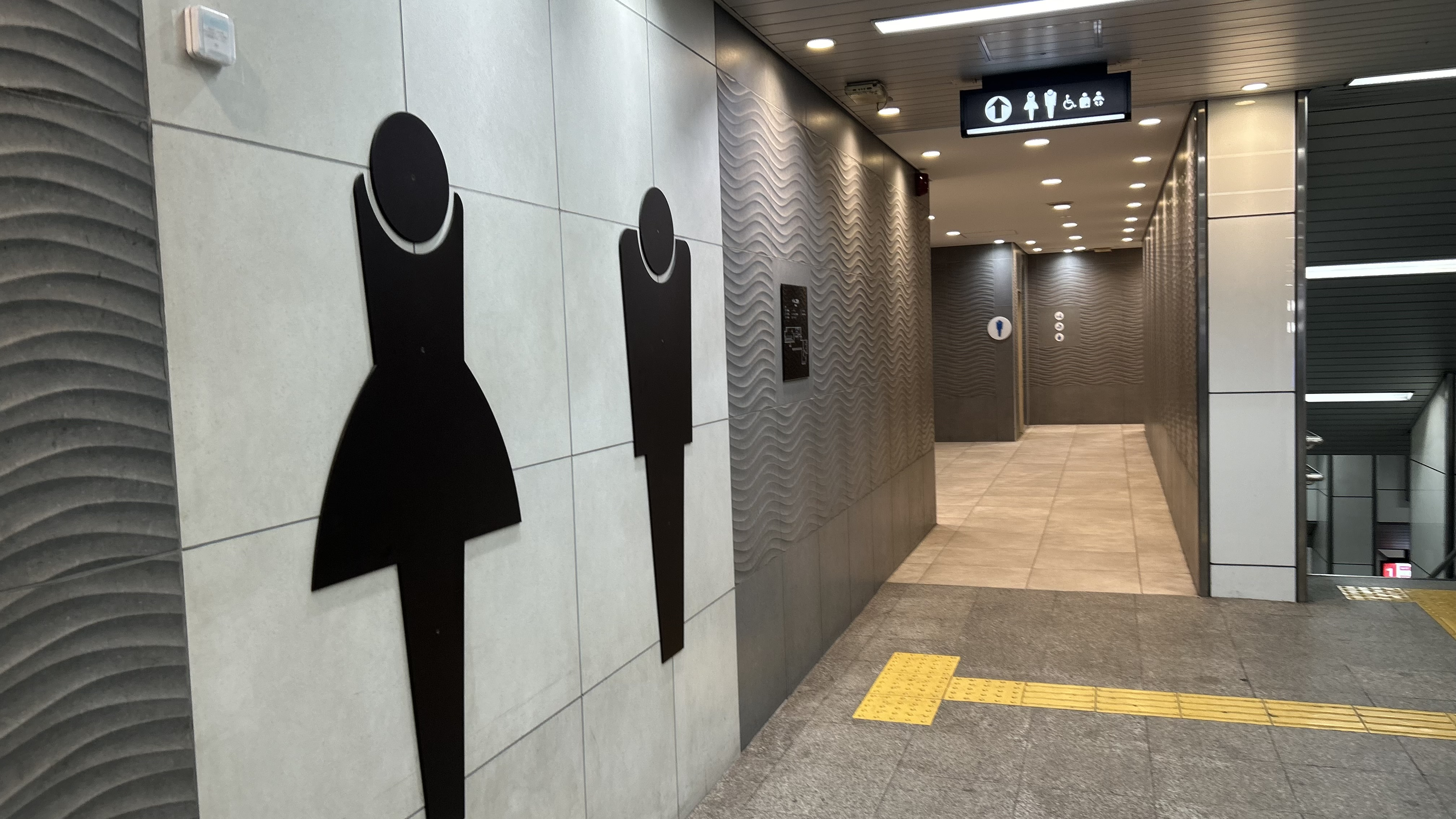
中南改札内トイレ
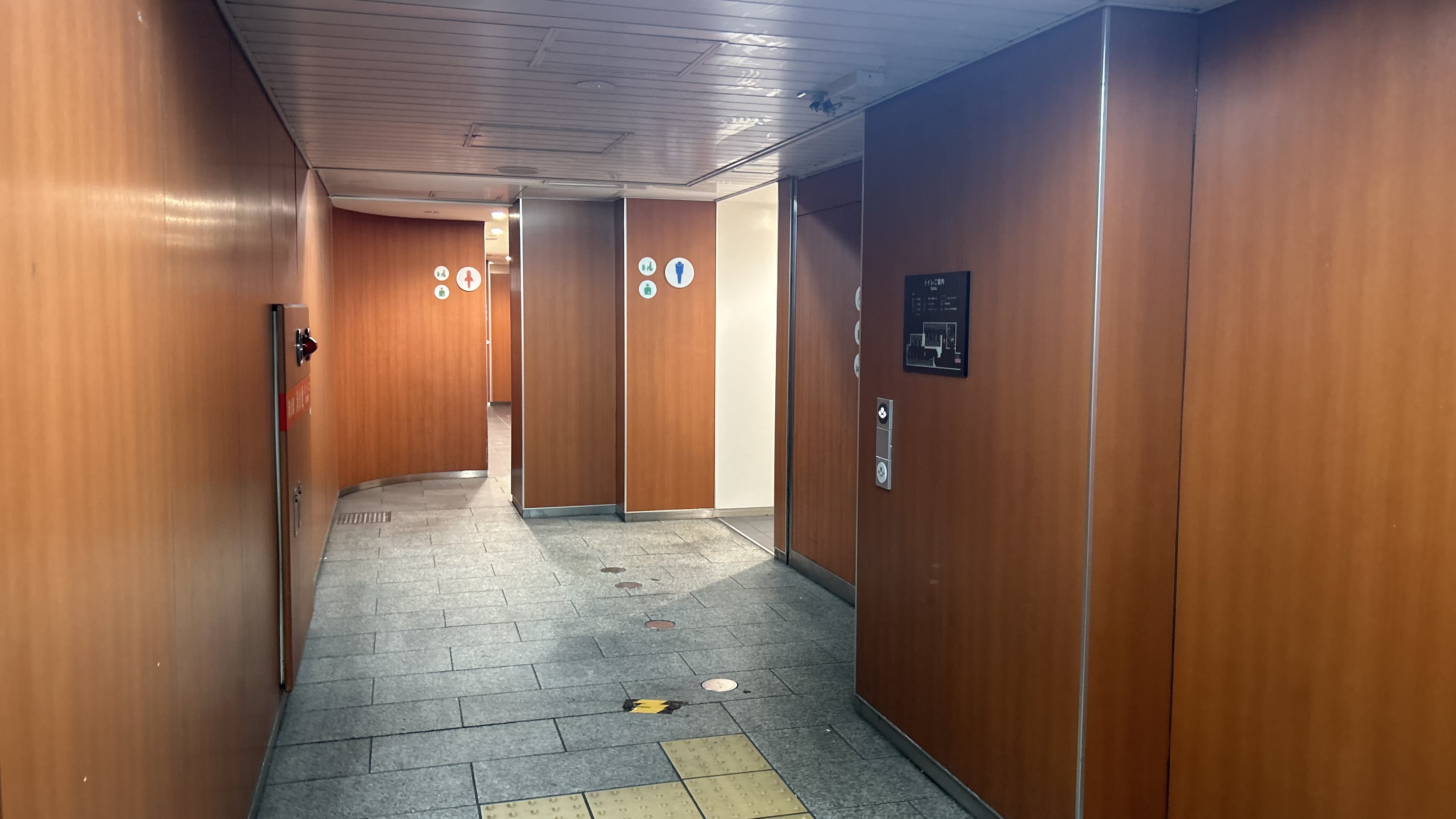
南改札内トイレ

### 出口
| 出口番号 | 出口周辺             | 接続改札                       | 位置                                   | 備考               |
| -------- | -------------------- | ------------------------------ | -------------------------------------- | ------------------ |
| 1        | 阪急電車・阪急三番街 | 北改札                         | 北緯34度42分15.5秒 東経135度29分50.9秒 |                    |
| 2        | 阪急電車・阪急三番街 | 北改札                         | 北緯34度42分14.0秒 東経135度29分51.3秒 |                    |
| 3A       | JR線                 | 北改札                         | 北緯34度42分13.5秒 東経135度29分48.9秒 |                    |
| 3B       |                      | 北改札                         | 地下街直結                             |                    |
| 4        | ヨドバシ梅田連絡通路 | 北改札                         | 北緯34度42分14.7秒 東経135度29分48.4秒 |                    |
| 5        | ヨドバシ梅田連絡通路 | 北改札                         | ヨドバシ梅田直結                       | エレベーターあり   |
| 6        | 阪急電車・阪急三番街 | 中北西改札 中北東改札 中南改札 | 阪急百貨店直結                         |                    |
| 7        | 四つ橋線・阪神電車   | 中北西改札 中北東改札 中南改札 | 地下街直結                             |                    |
| 8        |                      | 中北西改札 中北東改札 中南改札 | 北緯34度42分09.3秒 東経135度29分50.2秒 |                    |
| 9        | JR線                 | 中北西改札 中北東改札 中南改札 | 大阪駅御堂筋口直結                     | エスカレーターのみ |
| 11       | 阪急百貨店           | 南改札                         | 地下街直結                             |                    |
| 12       |                      | 南改札                         | 地下街直結                             |                    |
| 13       | ホワイティうめだ     | 南改札                         | 地下街直結                             |                    |
| 14       | ホワイティうめだ     | 南改札                         | 地下街直結                             |                    |
| 15       | ホワイティうめだ     | 南改札                         | 地下街直結                             |                    |
| 16       |                      | 南改札                         | 地下街直結                             |                    |
| 17       | 阪神電車・阪神百貨店 | 南改札                         | 地下街直結                             |                    |
| 18       | 阪神電車・阪神百貨店 | 南改札                         | 地下街直結                             |                    |

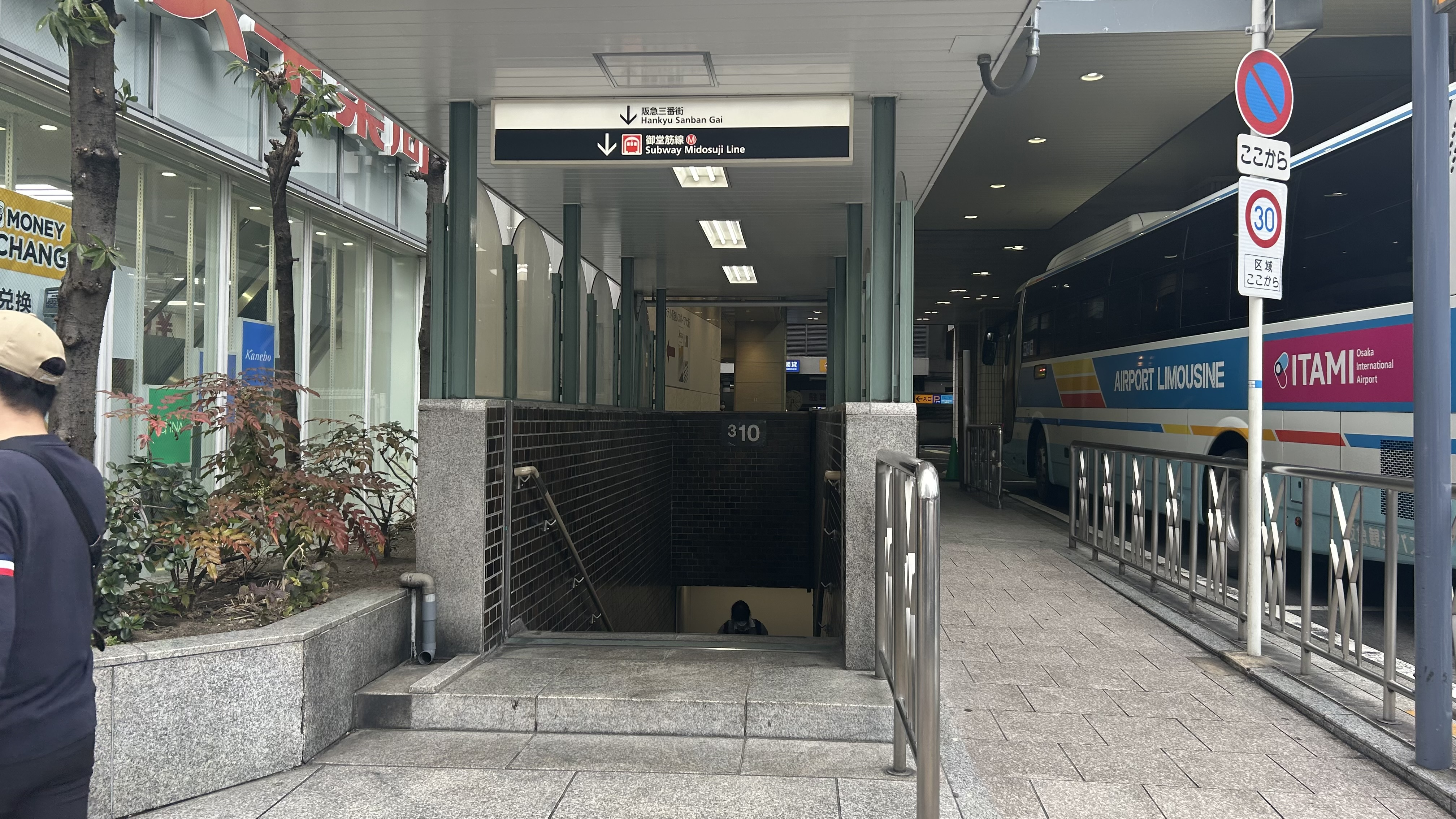
1号出入口
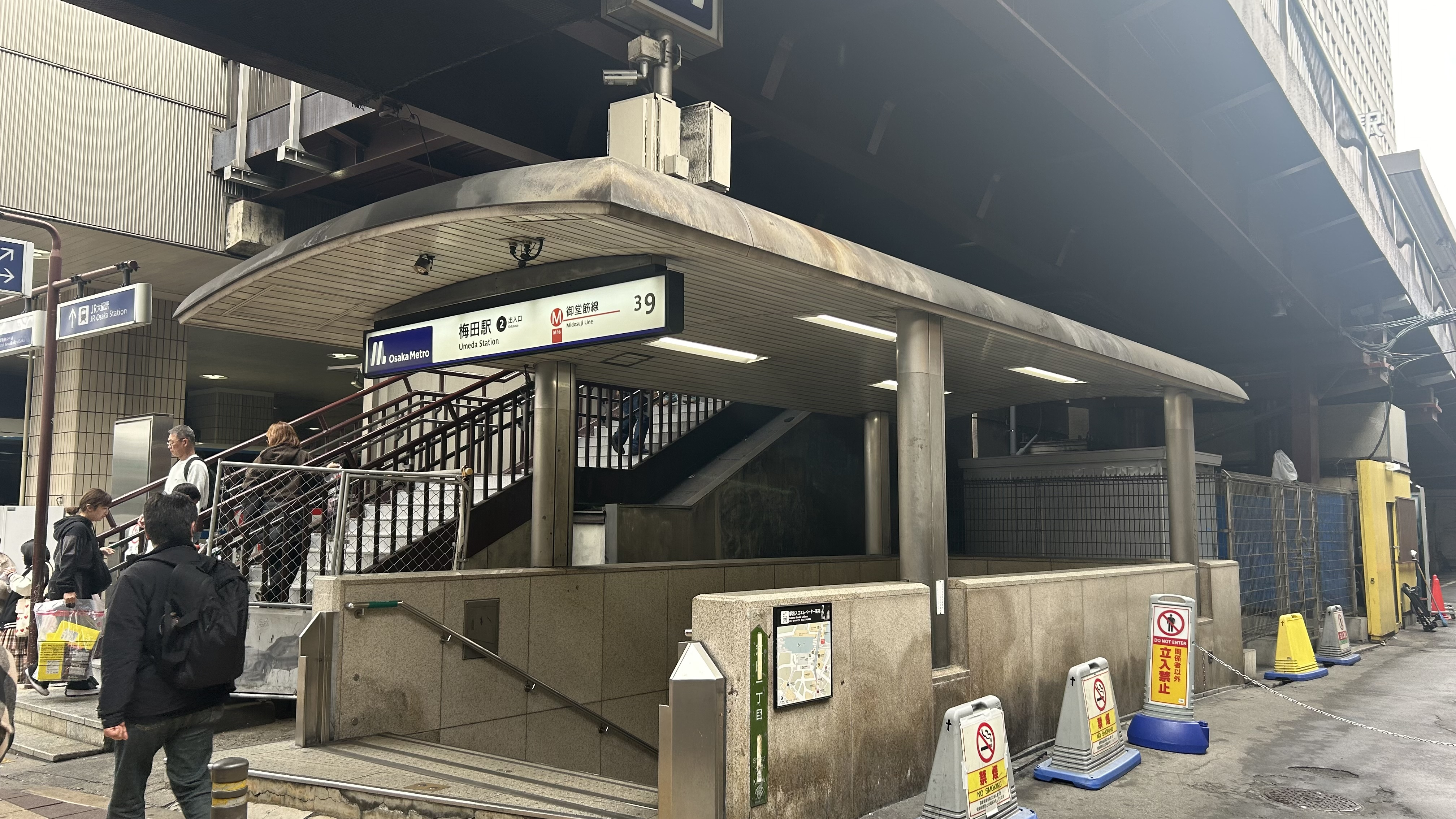
2号出入口
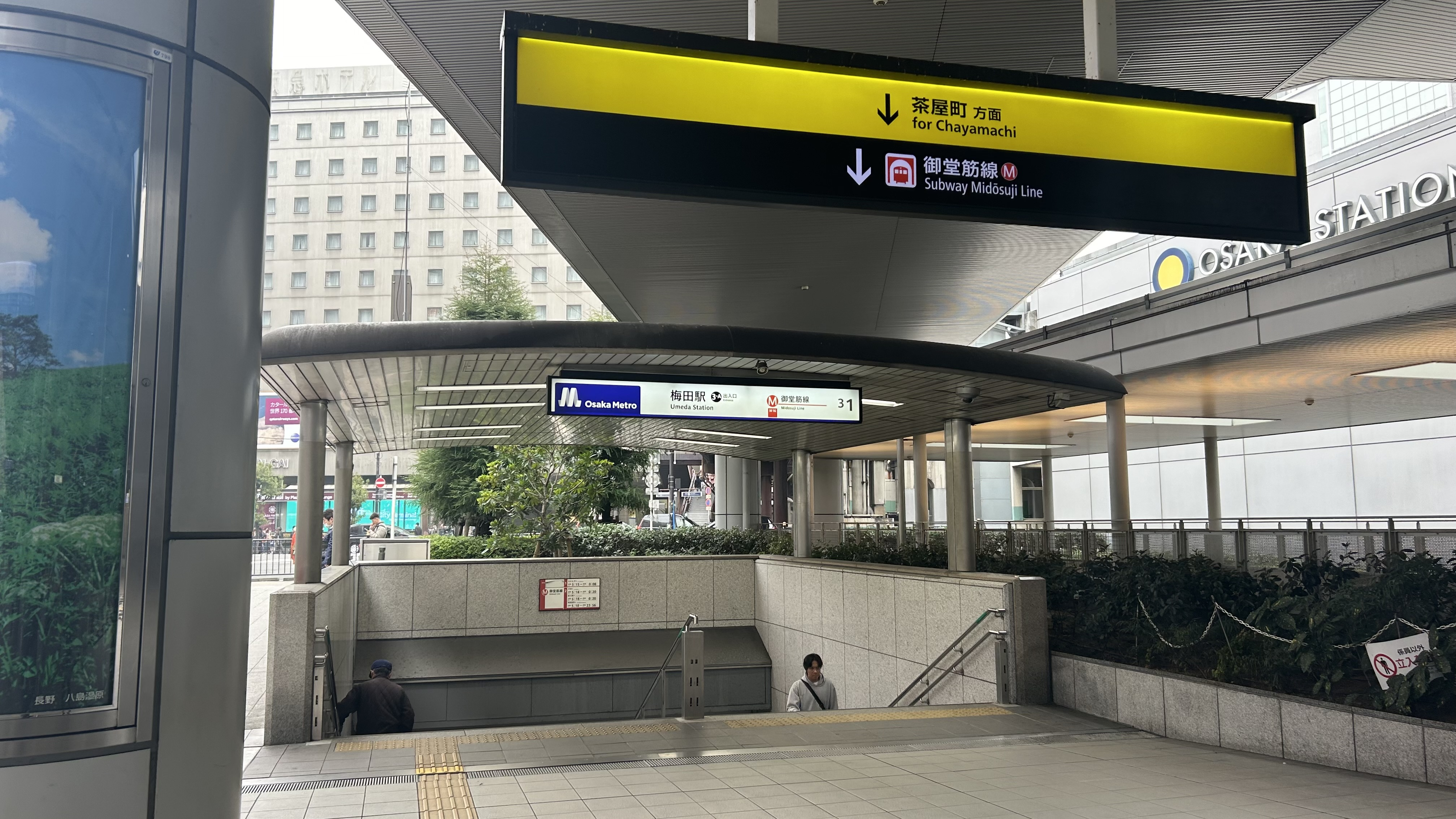
3A出入口
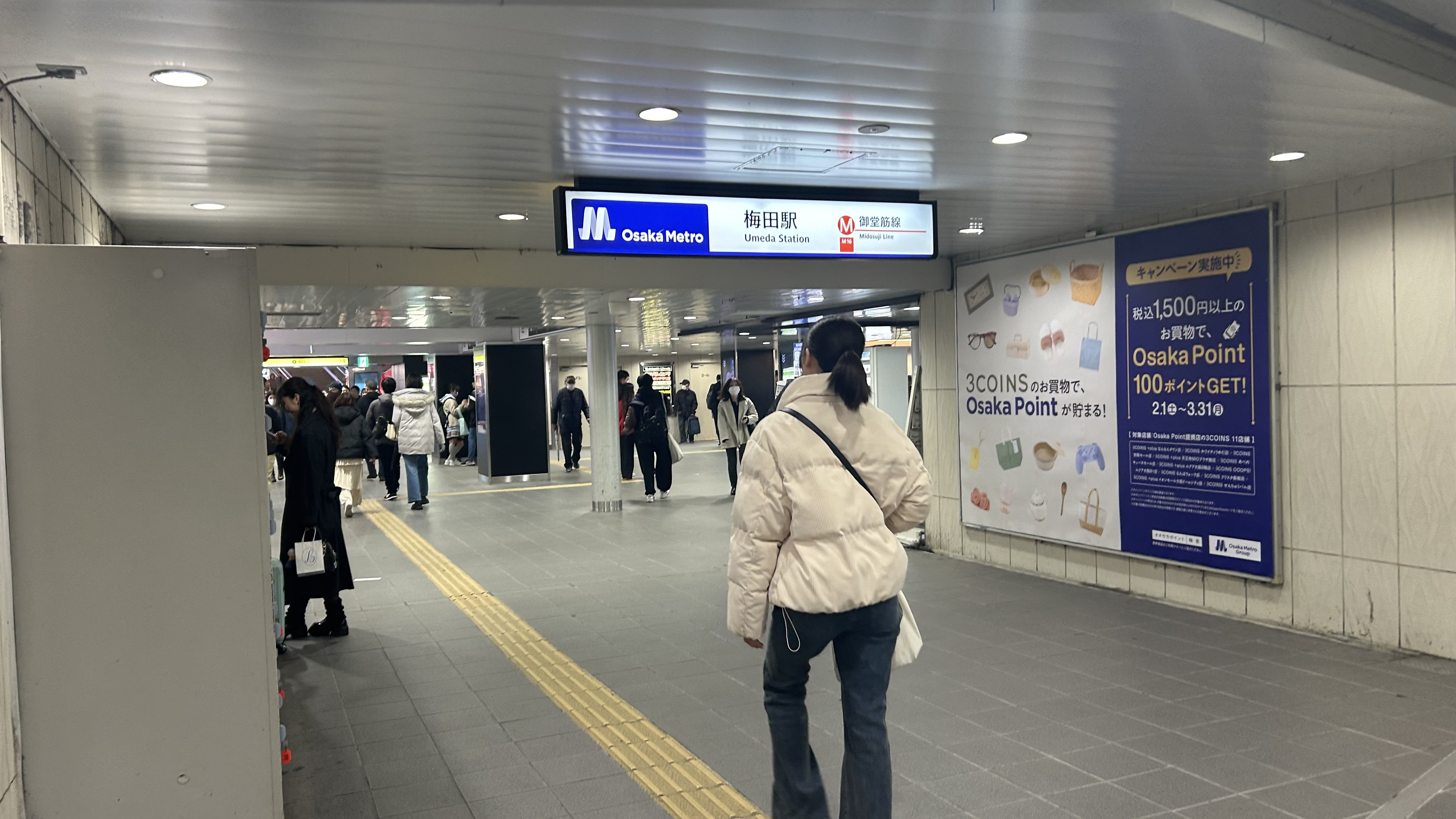
3B出入口
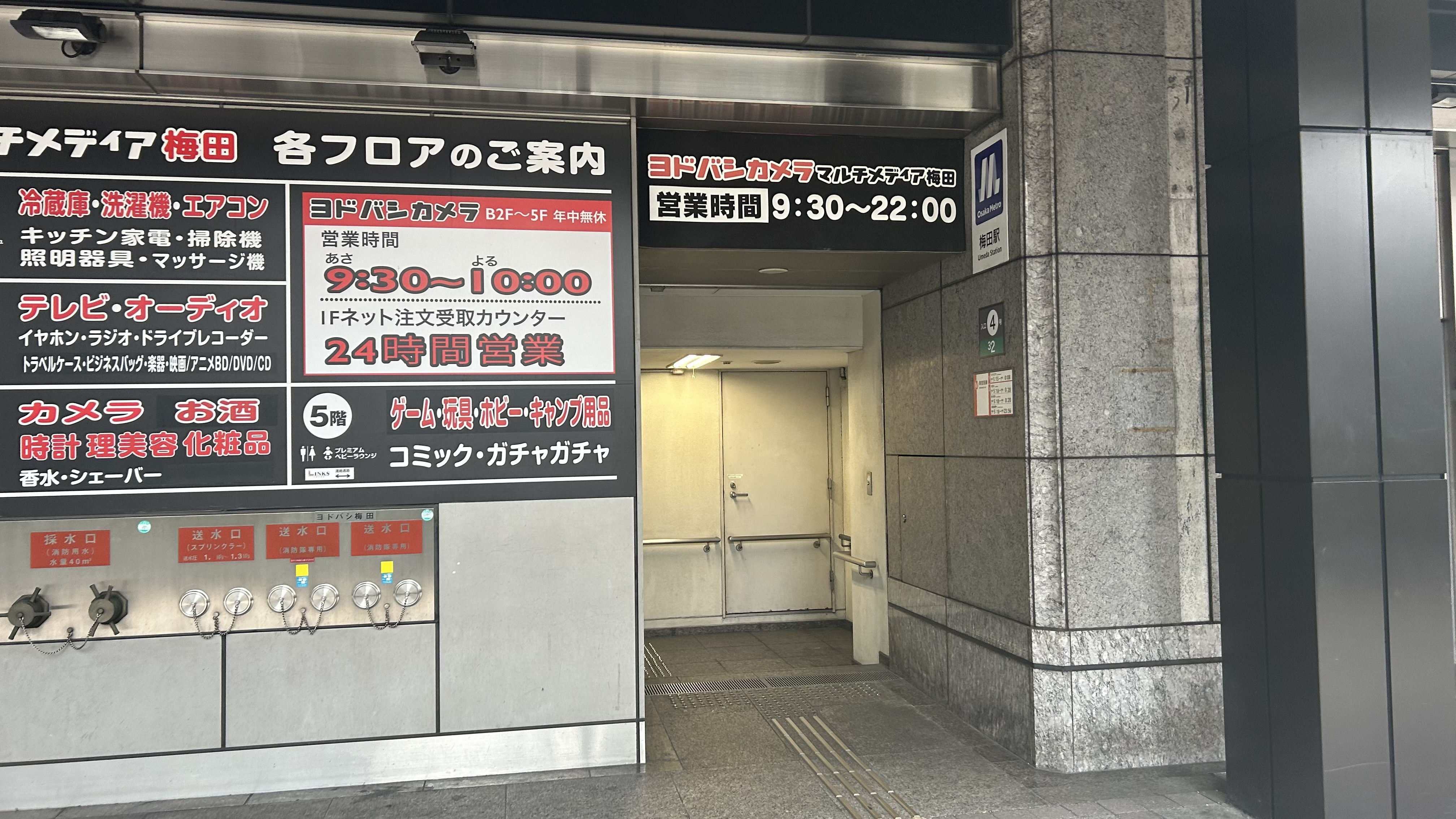
4号出入口
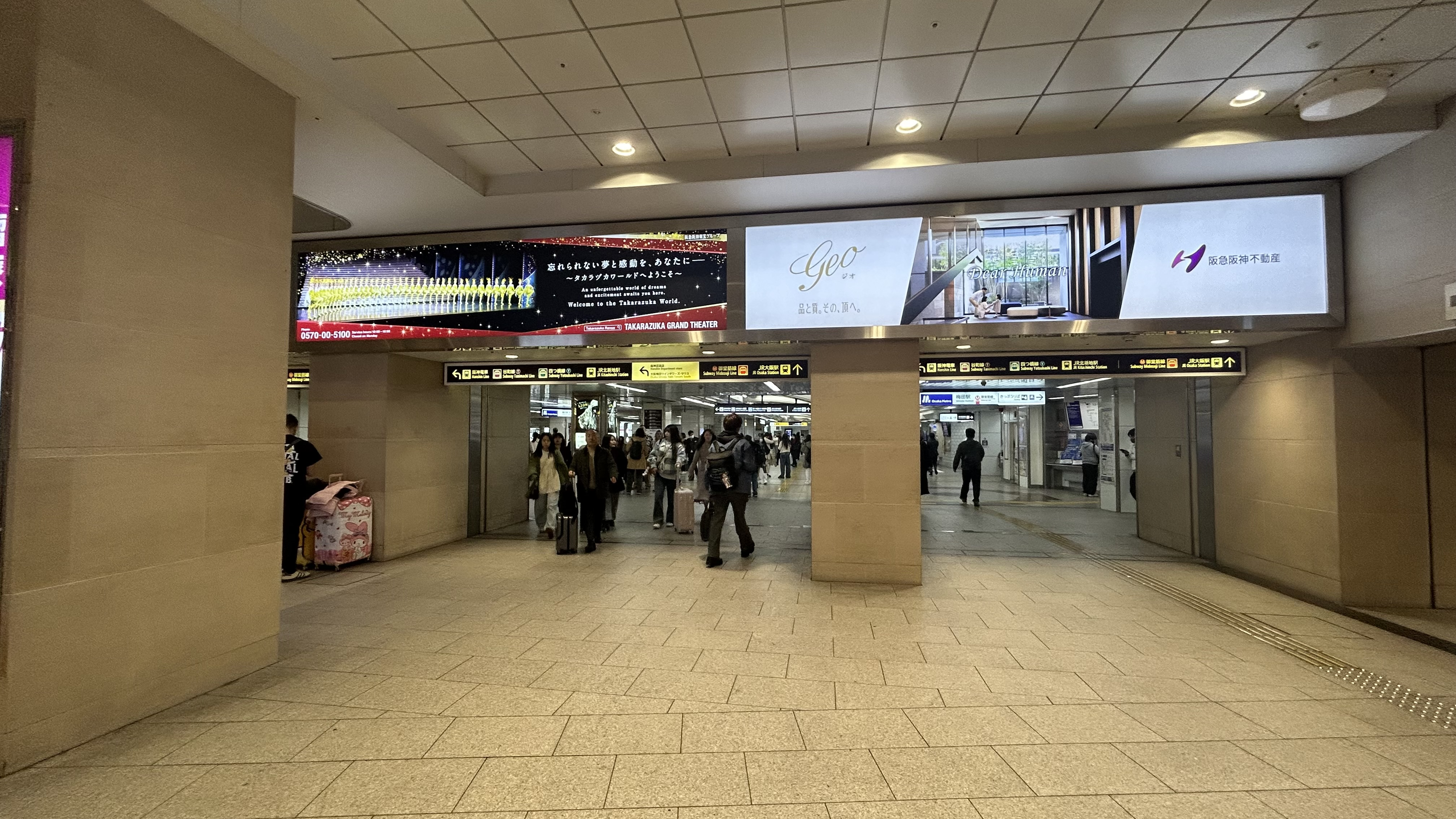
6号出入口
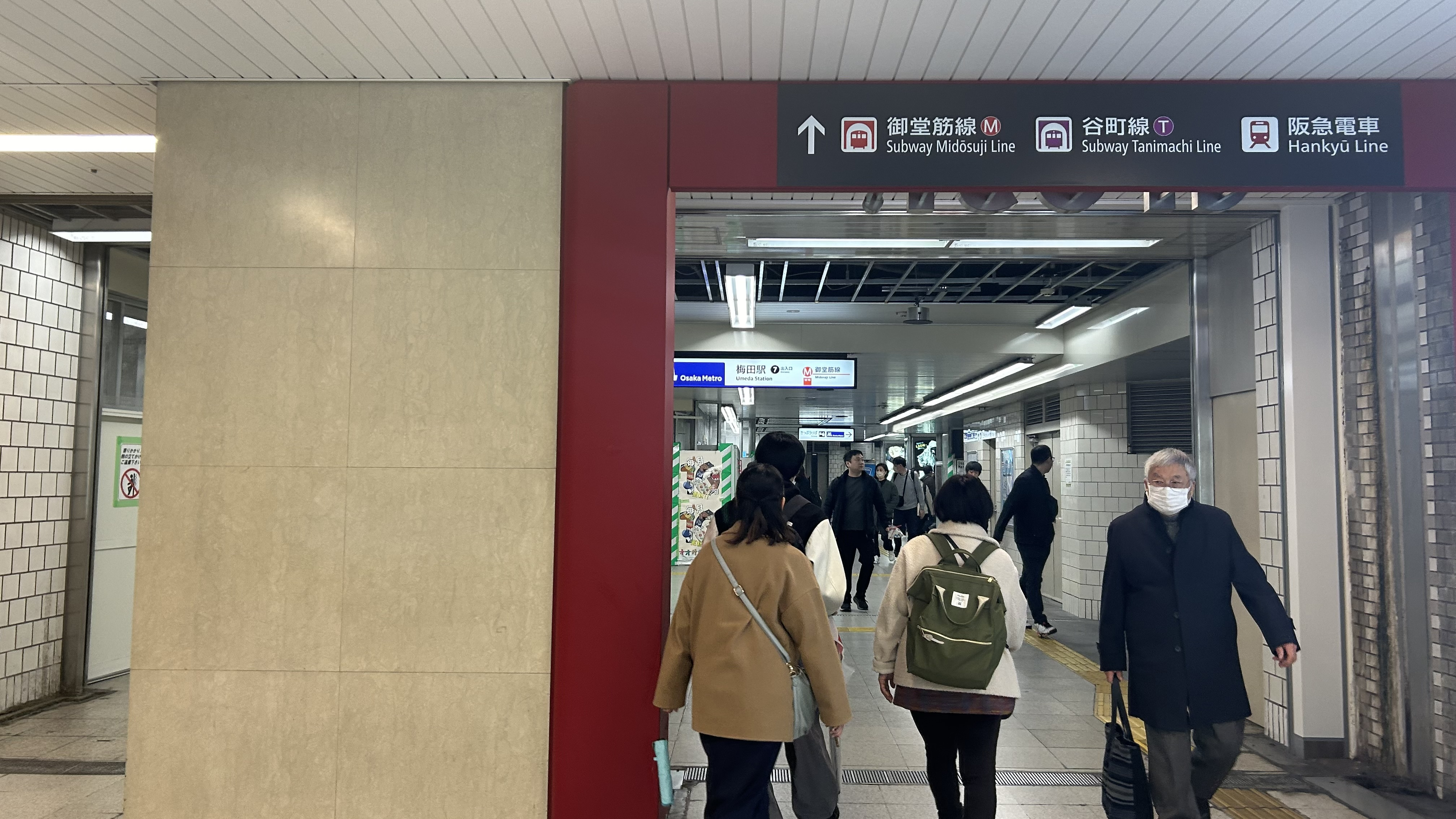
7号出入口
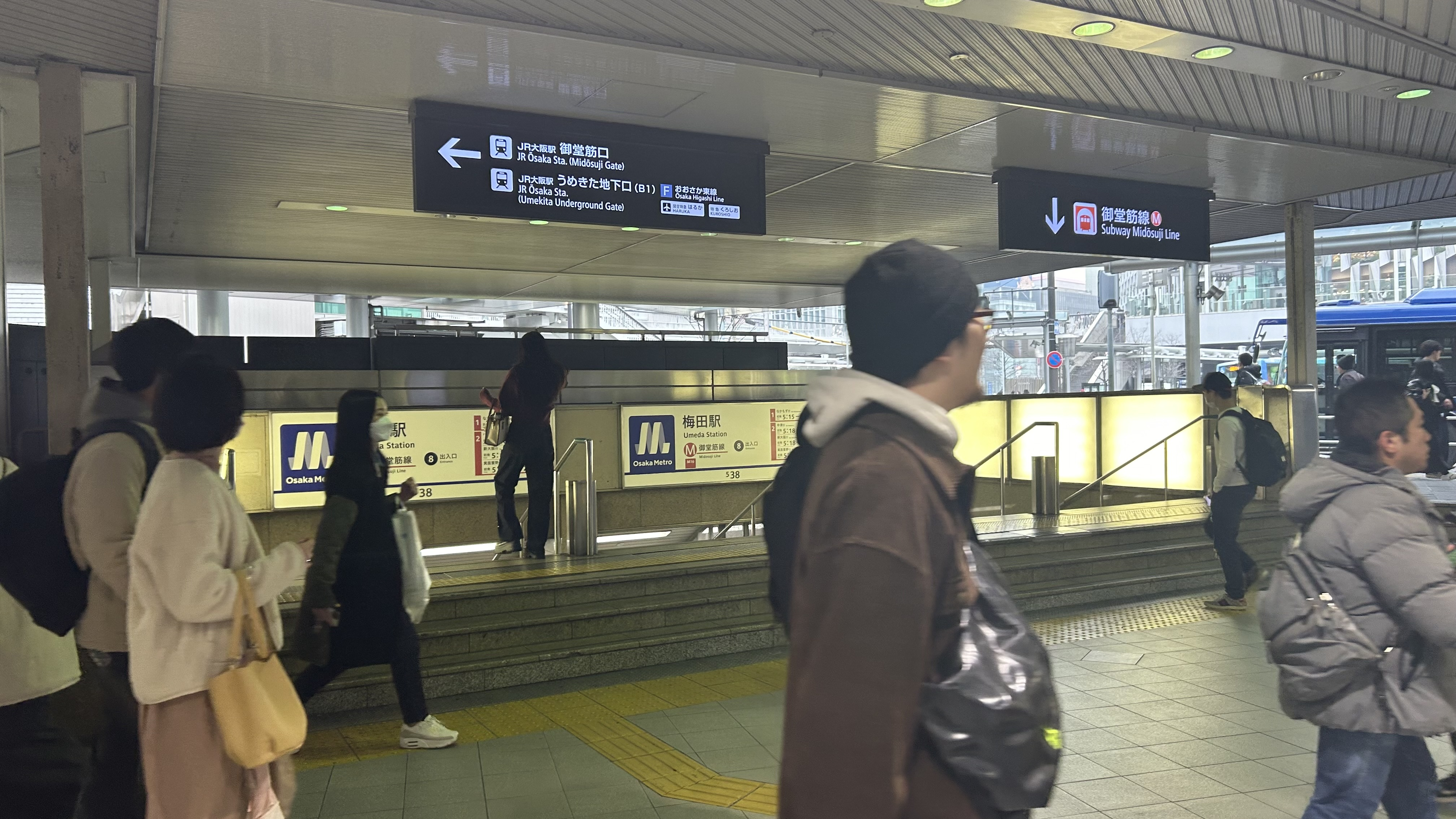
8号出入口
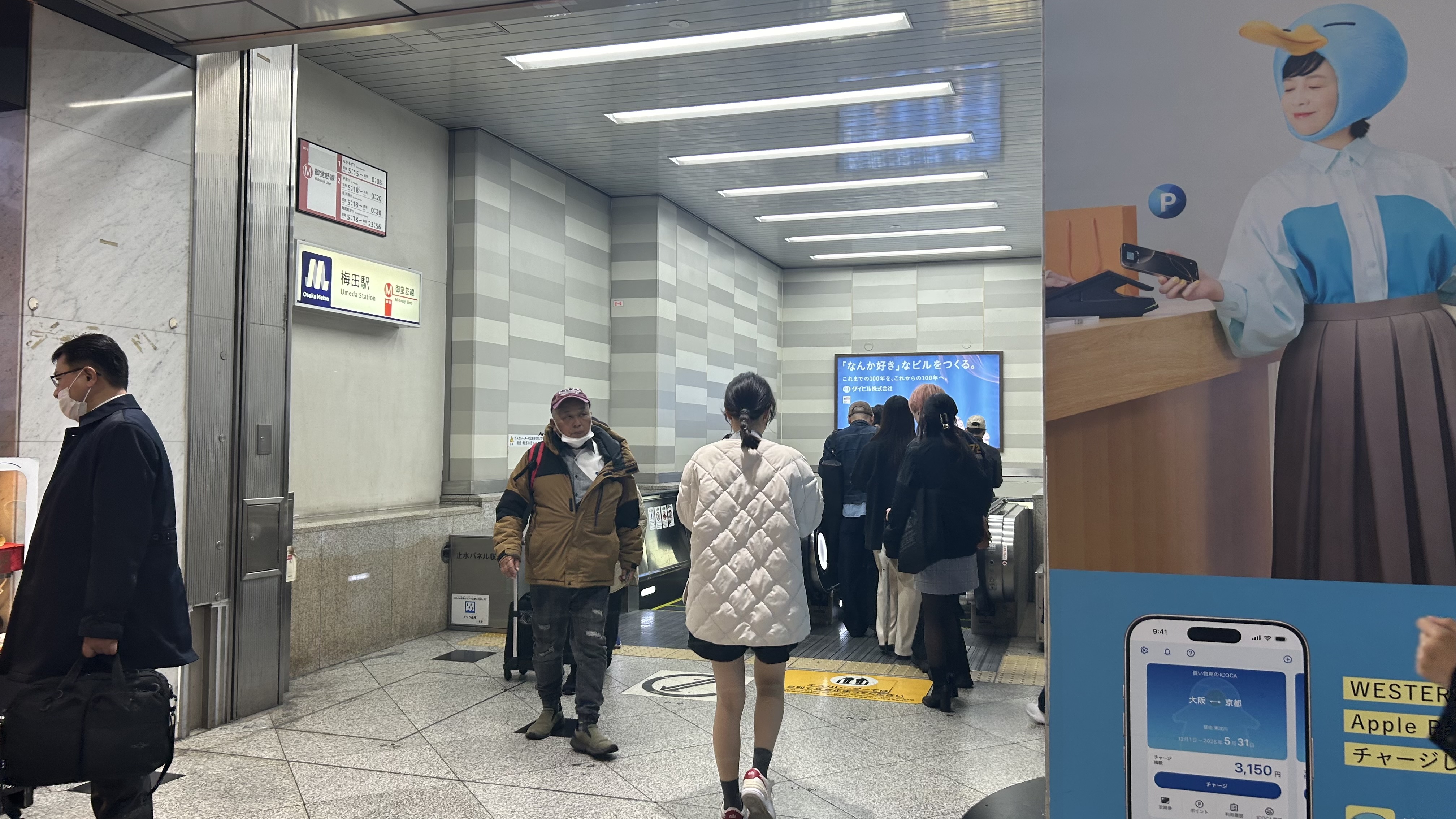
9号出入口

## 利用状況
2024年11月12日の1日乗降人員は420,718人（乗車人員：209,960人、降車人員：210,758人）である。同社の駅では第1位で、複数路線が乗り入れる同社のなんば駅や天王寺駅より多い。地下鉄単一路線の駅としては日本一（世界一）乗降人員が多く、複数の路線が乗り入れる駅を含めても東京メトロの渋谷駅や北千住駅、池袋駅に次ぐ規模である。
また、乗り換え駅である谷町線東梅田駅、四つ橋線西梅田駅の1日乗降者数を含めると合計687,483人と、相互直通を行っていない地下鉄駅では日本一（世界一）であり、相互直通を行っている駅を含めても渋谷駅に次ぐ。
各年度の特定日における利用状況は下表のとおりである。なお1969・1995年度の記録については、それぞれ1970・1996年に行われた調査である（会計年度上、表中に記載の年度となる）。
| 年度               | 調査日   | 乗車人員 | 降車人員 | 乗降人員 | 出典          | 出典          |
| 年度               | 調査日   | 乗車人員 | 降車人員 | 乗降人員 | メトロ        | 大阪府        |
| ------------------ | -------- | -------- | -------- | -------- | ------------- | ------------- |
| 1966年（昭和41年） | 11月08日 | 219,215  | 216,605  | 435,820  |               | [ 大阪府 1 ]  |
| 1967年（昭和42年） | 11月14日 | 218,735  | 207,640  | 426,375  |               | [ 大阪府 2 ]  |
| 1968年（昭和43年） | 11月12日 | 221,327  | 216,497  | 438,274  |               | [ 大阪府 3 ]  |
| 1969年（昭和44年） | 01月27日 | 217,781  | 217,046  | 434,827  |               | [ 大阪府 4 ]  |
| 1970年（昭和45年） | 11月06日 | 241,061  | 231,176  | 472,237  |               | [ 大阪府 5 ]  |
| 1972年（昭和47年） | 11月14日 | 230,104  | 222,195  | 452,299  |               | [ 大阪府 6 ]  |
| 1975年（昭和50年） | 11月07日 | 230,248  | 223,974  | 454,222  |               | [ 大阪府 7 ]  |
| 1977年（昭和52年） | 11月18日 | 232,817  | 224,642  | 457,459  |               | [ 大阪府 8 ]  |
| 1981年（昭和56年） | 11月10日 | 243,136  | 242,453  | 485,589  |               | [ 大阪府 9 ]  |
| 1985年（昭和60年） | 11月12日 | 242,126  | 240,969  | 483,095  |               | [ 大阪府 10 ] |
| 1987年（昭和62年） | 11月10日 | 254,173  | 253,682  | 507,855  |               | [ 大阪府 11 ] |
| 1990年（平成02年） | 11月06日 | 256,498  | 256,400  | 512,898  |               | [ 大阪府 12 ] |
| 1995年（平成07年） | 02月15日 | 232,982  | 235,628  | 468,610  |               | [ 大阪府 13 ] |
| 1998年（平成10年） | 11月10日 | 226,674  | 223,516  | 450,190  |               | [ 大阪府 14 ] |
| 2007年（平成19年） | 11月13日 | 230,750  | 230,109  | 460,859  |               | [ 大阪府 15 ] |
| 2008年（平成20年） | 11月11日 | 224,413  | 226,210  | 450,628  |               | [ 大阪府 16 ] |
| 2009年（平成21年） | 11月10日 | 208,547  | 214,875  | 423,422  |               | [ 大阪府 17 ] |
| 2010年（平成22年） | 11月09日 | 206,112  | 208,903  | 415,015  |               | [ 大阪府 18 ] |
| 2011年（平成23年） | 11月08日 | 206,588  | 209,181  | 415,769  |               | [ 大阪府 19 ] |
| 2012年（平成24年） | 11月13日 | 208,668  | 215,358  | 424,026  |               | [ 大阪府 20 ] |
| 2013年（平成25年） | 11月19日 | 213,379  | 217,147  | 430,526  | [ メトロ 1 ]  | [ 大阪府 21 ] |
| 2014年（平成26年） | 11月11日 | 218,093  | 219,962  | 438,055  | [ メトロ 2 ]  | [ 大阪府 22 ] |
| 2015年（平成27年） | 11月17日 | 218,628  | 223,879  | 442,507  | [ メトロ 3 ]  | [ 大阪府 23 ] |
| 2016年（平成28年） | 11月08日 | 211,974  | 219,033  | 431,007  | [ メトロ 4 ]  | [ 大阪府 24 ] |
| 2017年（平成29年） | 11月14日 | 218,421  | 220,342  | 438,763  | [ メトロ 5 ]  | [ 大阪府 25 ] |
| 2018年（平成30年） | 11月13日 | 219,739  | 221,235  | 440,974  | [ メトロ 6 ]  | [ 大阪府 26 ] |
| 2019年（令和元年） | 11月12日 | 220,376  | 221,921  | 442,297  | [ メトロ 7 ]  | [ 大阪府 27 ] |
| 2020年（令和02年） | 11月10日 | 171,735  | 174,054  | 345,789  | [ メトロ 8 ]  | [ 大阪府 28 ] |
| 2021年（令和03年） | 11月16日 | 172,966  | 174,538  | 347,504  | [ メトロ 9 ]  | [ 大阪府 29 ] |
| 2022年（令和04年） | 11月15日 | 188,531  | 188,466  | 376,997  | [ メトロ 10 ] | [ 大阪府 30 ] |
| 2023年（令和05年） | 11月07日 | 205,883  | 206,457  | 412,340  | [ メトロ 11 ] | [ 大阪府 31 ] |
| 2024年（令和06年） | 11月12日 | 209,960  | 210,758  | 420,718  | [ メトロ 12 ] |               |

## 駅周辺
梅田は大阪市最大の繁華街・オフィス街である。難波と並ぶ大阪の商業の中心地であり、淀屋橋とともに大阪の代表的なオフィス街である。百貨店・ファッションビル・専門店・ホテル・オフィスビルなどが集積し、関西最大の超高層ビル群を形成している。

## 隣の駅
大阪市高速電気軌道（Osaka Metro）
 御堂筋線
中津駅 (M15) - 梅田駅 (M16) - 淀屋橋駅 (M17)
- ()内は駅番号を示す。

### 記事本文